# Radojeva Glava
Radojeva Glava (cyr. Радојева Глава) – wieś w Czarnogórze, w gminie Bijelo Polje. W 2011 roku liczyła 16 mieszkańców.